# 1800シリーズ・大塚博堂
『1800シリーズ・大塚博堂』（せんはっぴゃくしりーず おおつかはくどう）は、1800シリーズの一つとして1996年11月21日にマーキュリー・ミュージックエンタテインメントから数量限定で発売された大塚博堂のベスト・アルバム。

## 収録曲
| 全作曲: 大塚博堂。 |                                          |          |            |              |
| #                  | タイトル                                 | 作詞     | 作曲・編曲 | 編曲         |
| 1.                 | 「ダスティン・ホフマンになれなかったよ」 | 藤公之介 | 大塚博堂   | 惣領泰則     |
| 2.                 | 「季節の中に埋もれて」                   | 藤公之介 | 大塚博堂   | 森岡賢一郎   |
| 3.                 | 「過ぎ去りし想い出は」                   | 大塚博堂 | 大塚博堂   | 森岡賢一郎   |
| 4.                 | 「見送った季節のあとで」                 | 藤公之介 | 大塚博堂   | 森岡賢一郎   |
| 5.                 | 「哀しみ通せんぼ」                       | るい     | 大塚博堂   | 船山基紀     |
| 6.                 | 「めぐり逢い紡いで」                     | るい     | 大塚博堂   | あかのたちお |
| 7.                 | 「もう少しの居眠りを」                   | るい     | 大塚博堂   | あかのたちお |
| 8.                 | 「LOVE IS GONE」                         | るい     | 大塚博堂   | 宮川泰       |
| 9.                 | 「ピアノコンチェルトは聞こえない」       | るい     | 大塚博堂   | 宮川泰       |
| 10.                | 「青春は最後のおとぎ話」                 | 山川啓介 | 大塚博堂   | クニ河内     |